# 糖醛酸

β-D-葡萄糖醛酸（β-D-glucuronic acid）

葡萄糖（氧化前狀態，注意6號碳的不同）

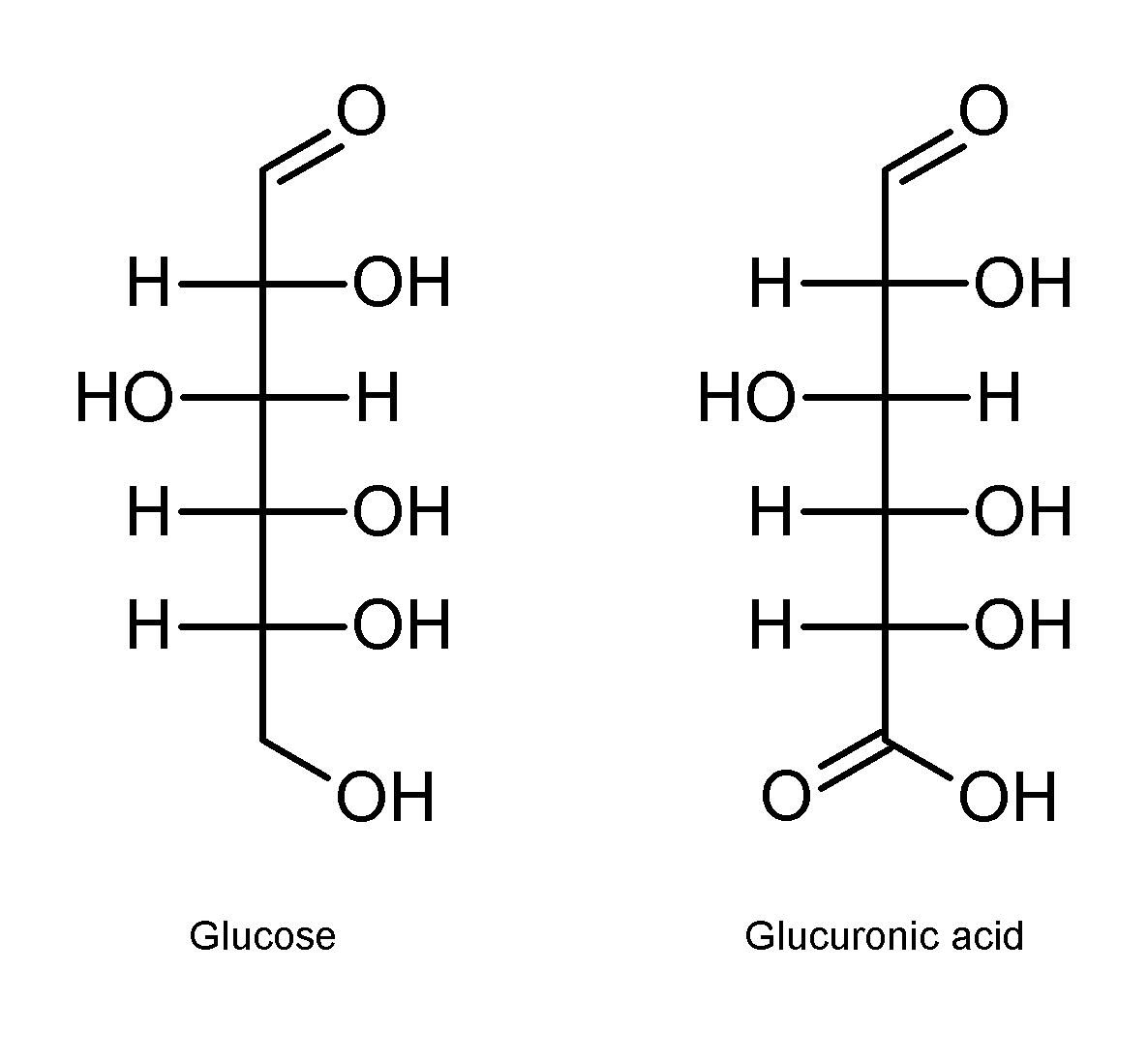
葡萄糖和葡萄糖醛酸的費歇爾投影式。葡萄糖的終端碳的羥基被氧化為羧基。

糖醛酸（alduronic acid）又稱尿羰基酸（uronic acid），為糖酸的一種，同時擁有醛基及羧基等兩種官能基。為醣類的終端碳上的羥基氧化為羧基而成。如果被氧化的是醛基，則稱為醛醣酸（aldonic acid，化學結構中並無醛基），那如果兩邊都被氧化成羧基的話，則稱為醛醣二酸（aldaric acid）。
糖醛酸的命名是依照其還原態醣類，然而有些醣醛酸並不只有一種還原態，而有差向異構體（epimers）。六碳的醣醛酸被稱為己醣醛酸（hexuronic acids）。

## 例子
有些醣醛酸具有重要的生化作用，例如人體尿液排出中的廢物中，就含有葡萄糖醛酸鹽。艾杜糖醛酸則是許多重要化合物，如蛋白聚醣的組成物。

## 外部連結
- 醫學主題詞表（MeSH）：Uronic+Acids
- Description at zvon.org[永久]
- Synthesis at chembio.uoguelph.ca (halfway down page.) （页面存档备份，存于）